# Markerwaard
| \| Localisation du Zuiderzee dans le Monde \| Polder pilote Andijk · (1927) Amsteldiepdijk (1924) Afsluitdijk · (1932) Houtribdijk (1975) Knardijk (1956) Flevoland de l'Est · (1957) Flevoland du Sud · (1967) Noordoostpolder · (1942) Wieringermeer · (1930) IJsselmeer Markermeer Mer des Wadden Marken Urk Schokland Wieringen Amsterdam Hollande du Nord Ultrecht Frise Gueldre Overijssel Récupération Existant Eau douce Eau salée |
| Localisation du Zuiderzee dans le Monde |

| Localisation du Zuiderzee dans le Monde |

Le Markerwaard est un projet de polder dans l'IJsselmeer, aux Pays-Bas, prévu pendant la majeure partie du XXe siècle, qui n'est jamais réalisé. Il aurait résulté de la poldérisation totale ou partielle du Markermeer. Le projet est reporté plusieurs fois pour finalement être abandonné.

## Différents projets et premiers travaux
Le plan de Cornelis Lely de 1894 prévoyait un petit polder dans la partie sud-ouest du Zuiderzee, appelé Hoornsche Polder, en référence à la vieille ville de Hoorn. Il aurait été le deuxième polder après le Wieringermeerpolder. Il n'a qu'une taille modérée et servirait à acquérir de l'expérience.
En 1924, sa superficie est étendue, il est alors appelé polder du sud-ouest. Il aurait eu alors près de  600 km2.
Les travaux commencent en 1941. Une digue d'environ 2,5 km, existant toujours, est ébauchée au nord de l'île Marken. Près de Lelystad une digue d'environ 7,5 km est également construite et aujourd'hui, elle borde le bassin appelé Oostvaardersdiep. Cependant, sur ordre de l'occupation allemande, les travaux sont stoppés.
Après la guerre, il est décidé que le Flevoland de l'Est serait construit en premier. Puis après les inondations causées par la mer du Nord en 1953, le plan Delta prend la priorité. 
En 1957, l'île de Marken est reliée à la partie continentale de la Hollande. Encore une fois, le nom du projet est changé, et devient le Markerwaard ; étymologiquement déclinaison de Marken et waard signifiant une terre entourée de digues.
En 1959, le Flevoland de l'Est est préféré car moins cher à réaliser. En 1976 la digue (Houtribdĳk) reliant Enkhuizen à Lelystad est achevée, celles des lacs de bordure restaient à construire ; les travaux paraissaient bien avancés. Un aéroport était prévu pour désengorger celui d'Amsterdam-Schiphol, mais la situation reste en l'état.
En 1965, le Plan Pampus de l'architecte Jacob Bakema proposant la création d'une ville de 350 000 habitants est rejeté.
Au milieu des années 1970, le tracé a été revu à la baisse, les lacs de bordure entre ce polder et la  Hollande-Septentrionale voient leur superficie augmenter. Marken serait restée une presqu'île, contrairement au projet initial. Le polder dans sa version des années 1980, aurait eu une superficie de 410 km2.

## Débats et abandon
Les débats sur la décision ont duré plus de deux décennies ; il portaient sur les besoins de nouvelles zones agricoles et de nouveaux lotissements. L'écologie et la valeur du lac comme zone de loisirs ont été jugés plus forts que les avantages potentiels du polder. Des doutes sur la rentabilité ont pesé lourd. La province du Flevoland est considérée comme une province pauvre.
En cas de pénurie d'eau, la grande étendue du lac peut se révéler utile pour la production d'eau potable ; en cas de fortes intempéries, elle est utilisée comme zone tampon.
Bien que plusieurs gouvernements aient annoncé la construction du Markerwaard (en 1986) ; en 2003 le projet a été abandonné.
Le débat sur la création de ce polder n'a jamais réellement cessé ,.

## Projet actuel
Quelques îlots pourraient toutefois être créés dans le cadre du Marker Wadden, un projet visant à créer des réserves naturelles dans le nord du lac, mais sans habitations humaines.

## Galerie

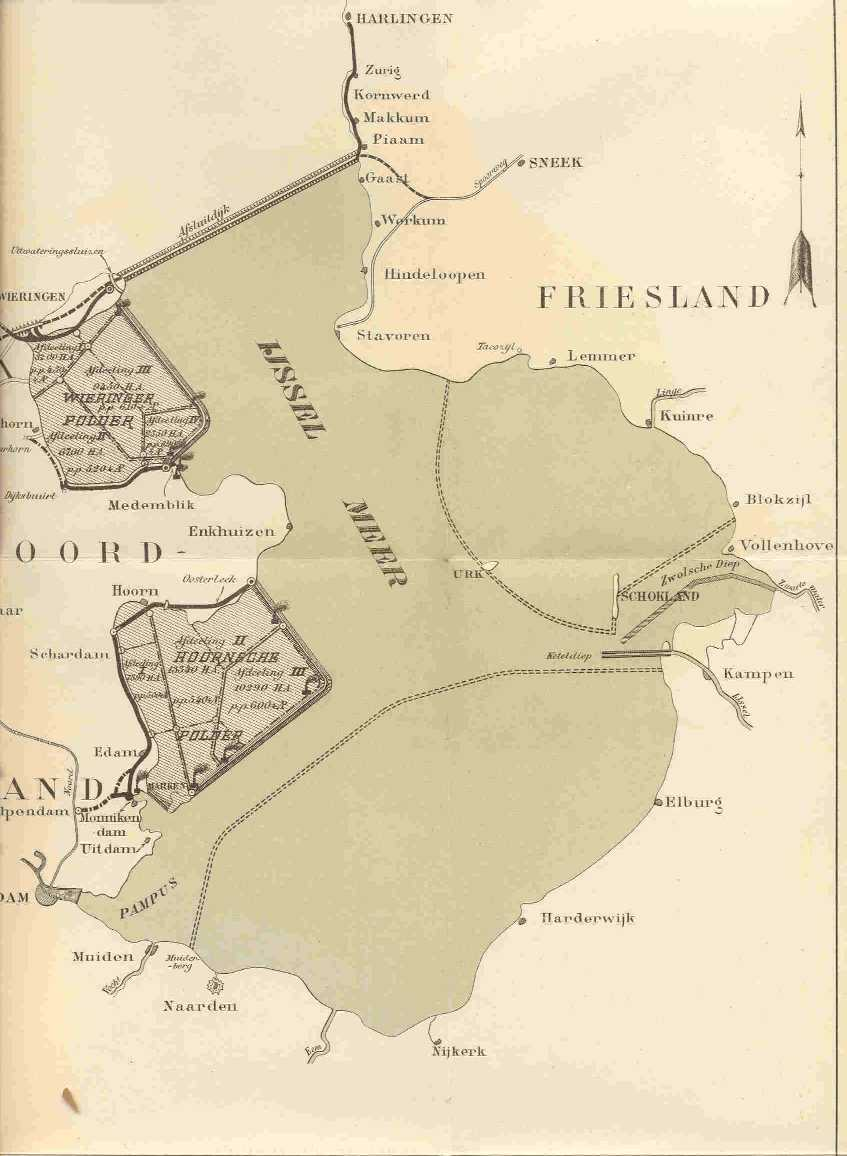
Un des premiers projets de Lely, datant de 1891, avec priorité à ce polder s’appelant alors Hoornsche Polder, on peut noter l'absence de lac de bordure.
Carte du plan des polders de Lely, datant de 1891-1892
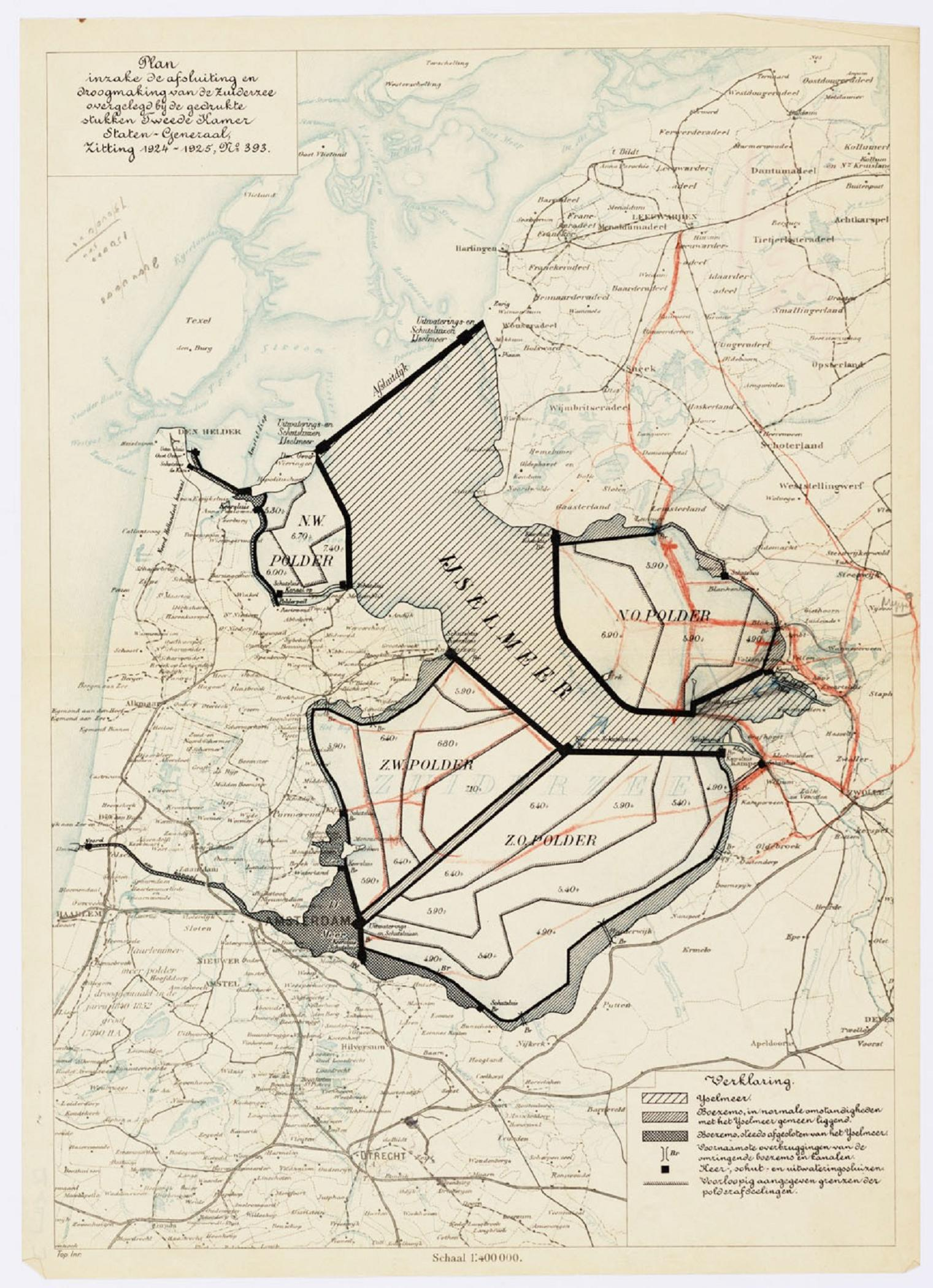
Le polder est plus étendu sur ce plan de Cornelis Lely de 1924, il s'appelle alors ZW Polder.

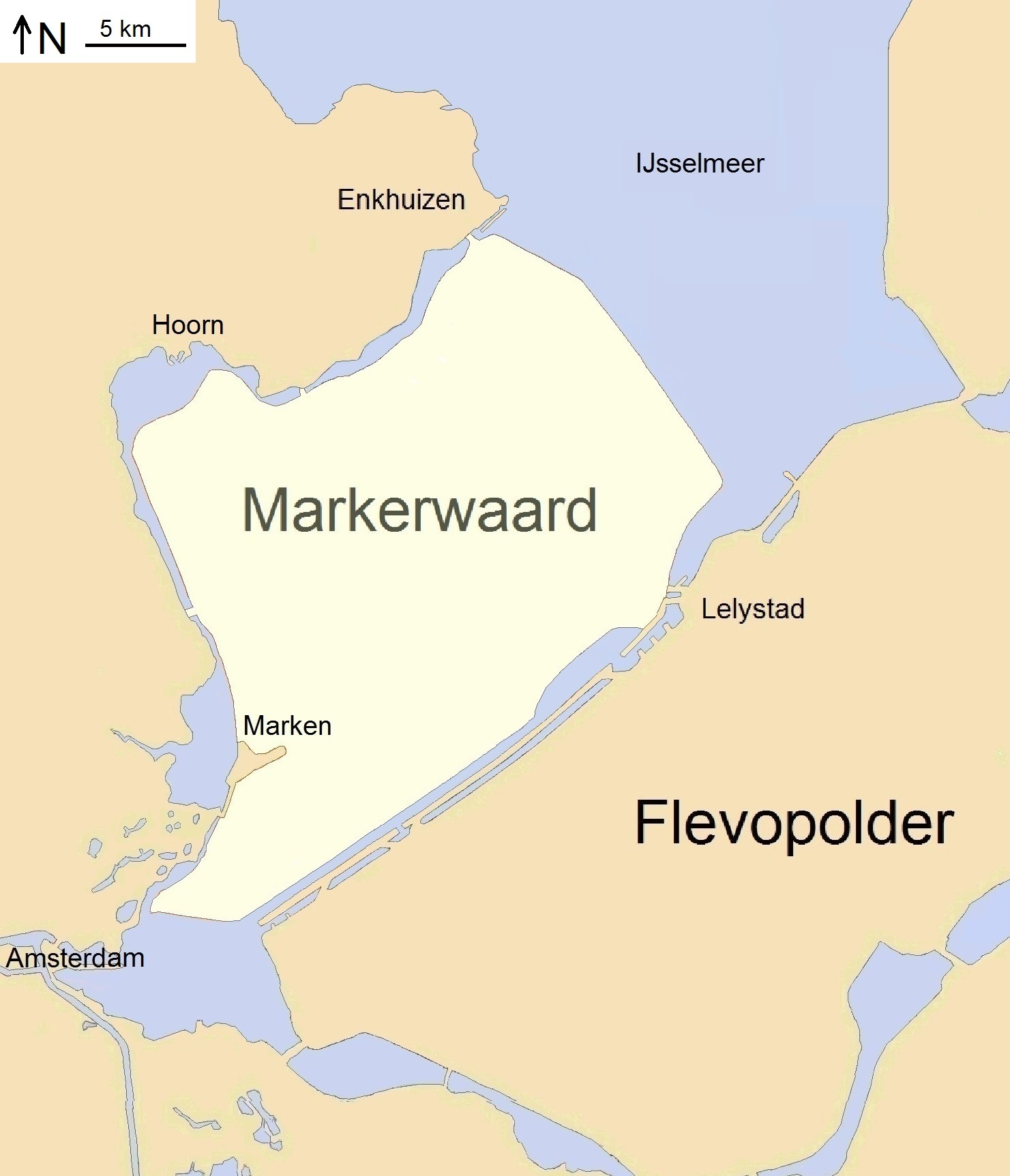
La Markenwaard tel que prévu dans les années 1960, l'île de Marken est incorporée.
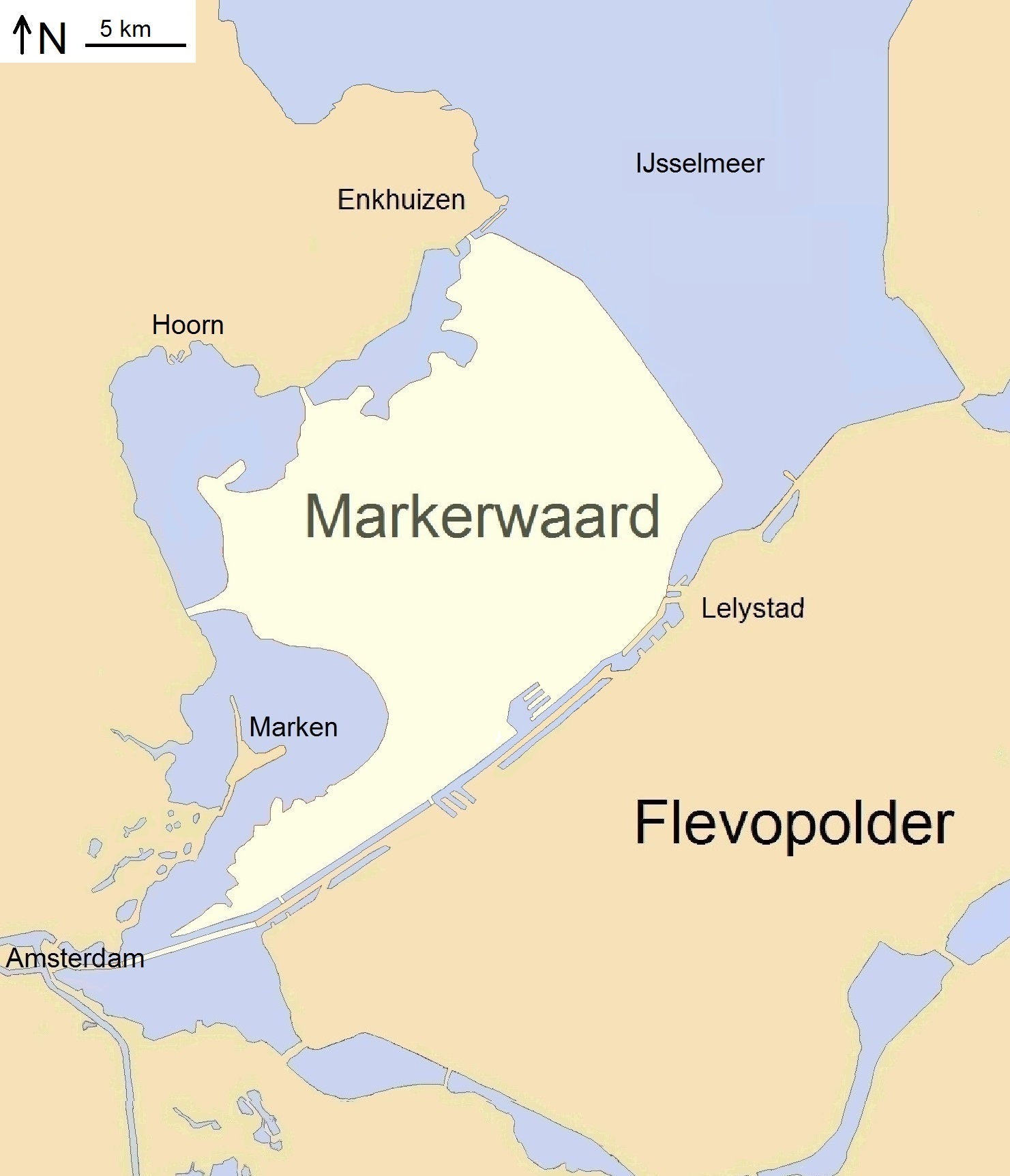
Le Markenwaard tel que prévu en 1974, sa dimension est réduite, un vaste lac de bordure entoure l'île Marken.
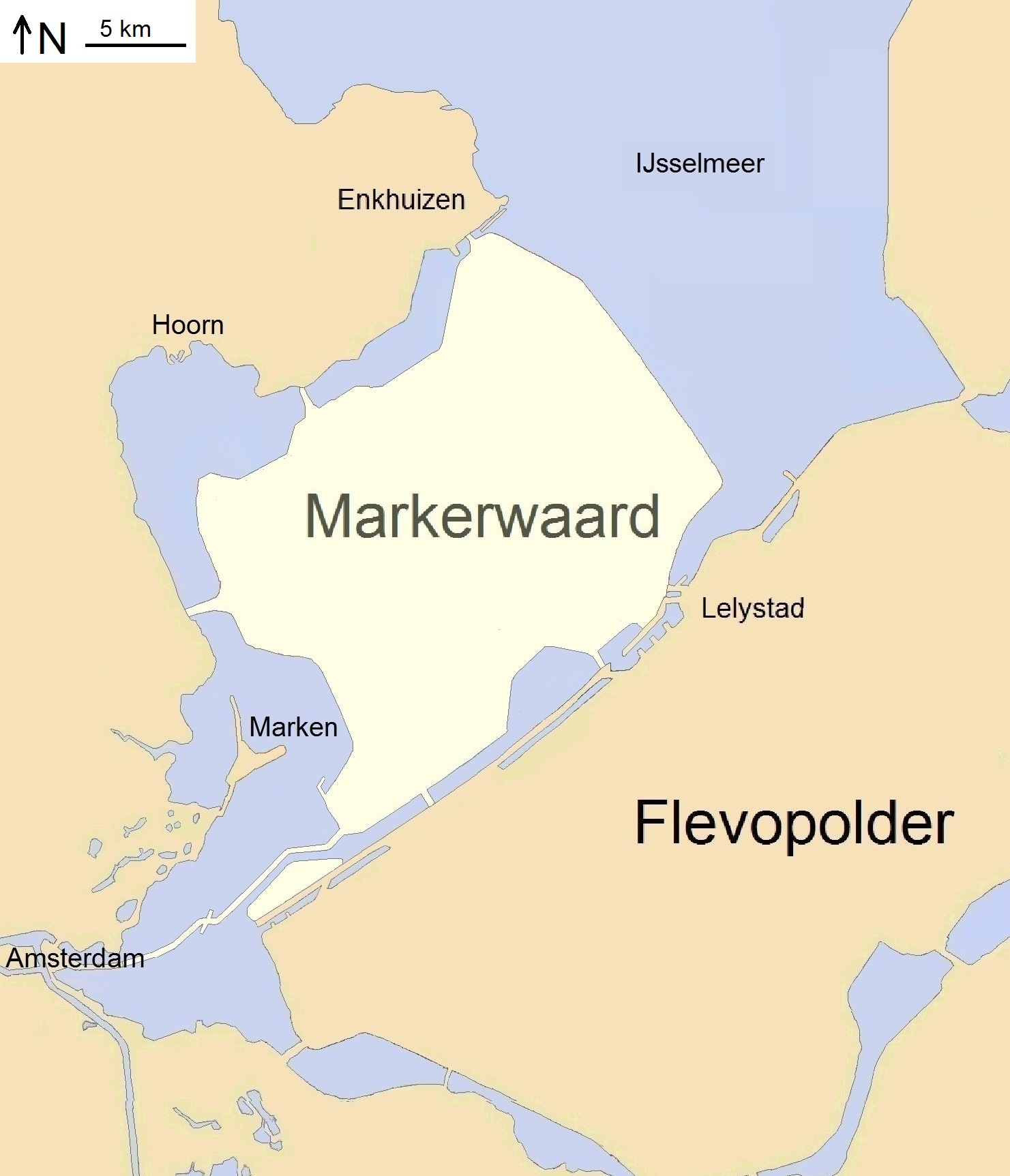
Une des dernières propositions, datant de 1981[7].
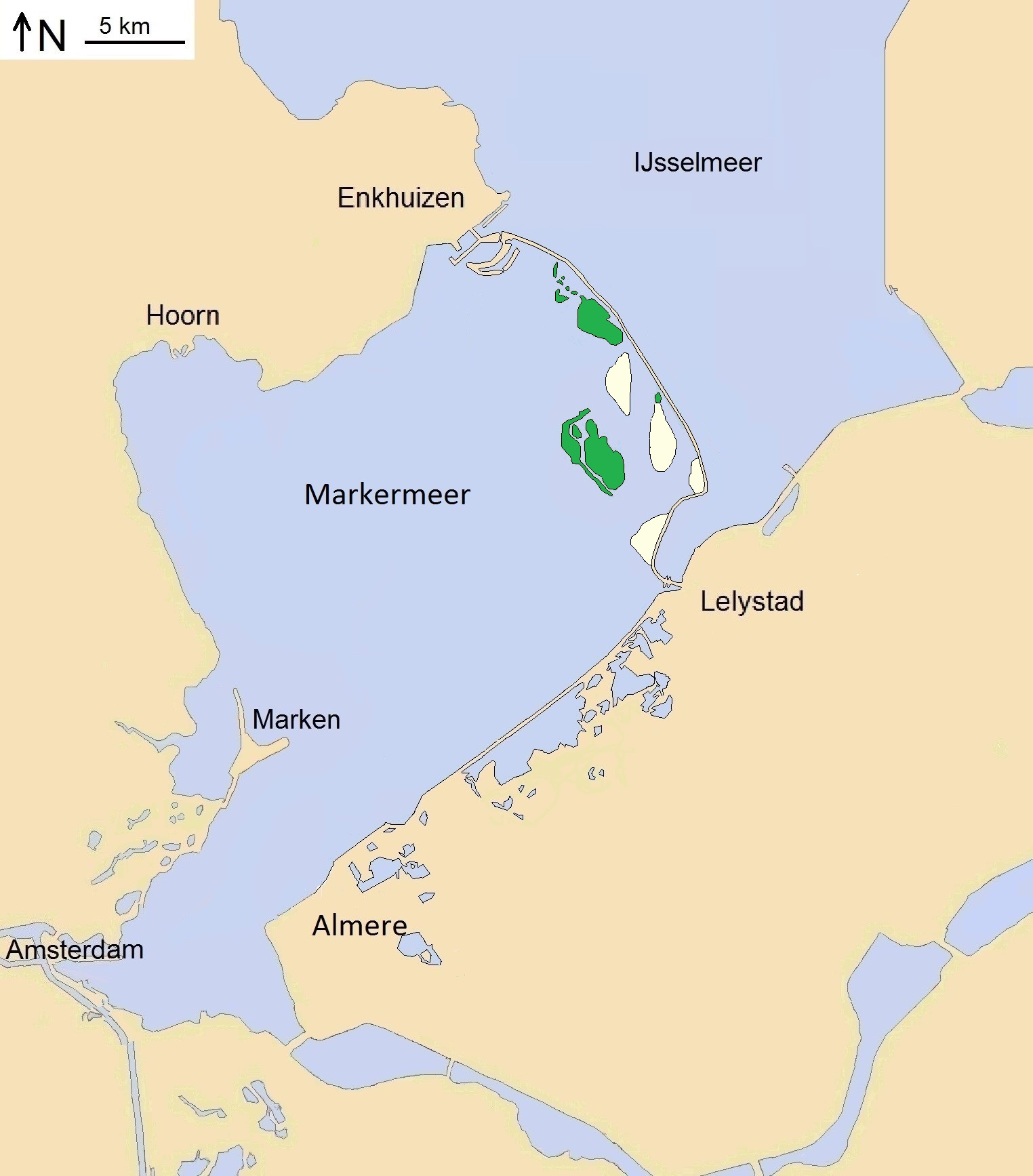
Le Markerwaard est finalement remplacé par les projets écologiques Marker Wadden et Trintelzand, en vert les îles déjà réalisées (2022).